# Moià
Moià là một đô thị trong comarca Bages, tỉnh Barcelona, Catalonia, Tây Ban Nha.

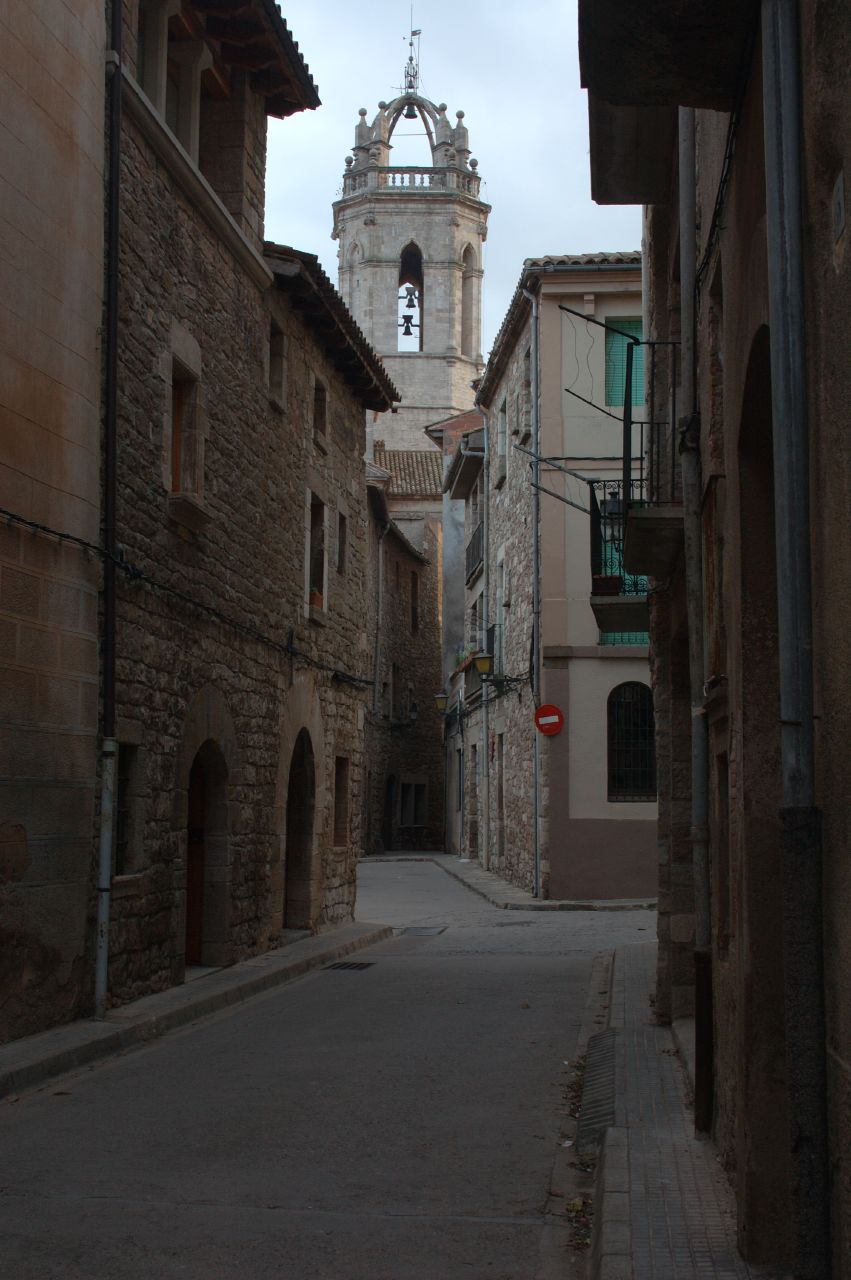

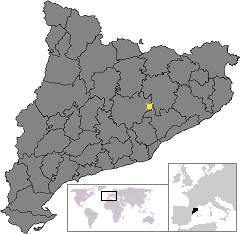
Vị trí của Moià

Dân số năm 2008 là 5740 người.